# Lijst van burgemeesters van Hemmen
Dit is een lijst van burgemeesters van de voormalige Nederlandse gemeente Hemmen tot die gemeente in 1955 opging in de gemeente Valburg.
| Ambtsperiode | Naam burgemeester                                  | Partij of stroming | Bijzonderheden                                                                |
| ------------ | -------------------------------------------------- | ------------------ | ----------------------------------------------------------------------------- |
| 1813 - 18??  | Johannes den Hartog                                |                    |                                                                               |
| 1832 - 1837  | Willem Jan Elias baron van Lynden, heer van Hemmen |                    | buitengewoon lid Tweede Kamer, werd in 1854 opnieuw burgemeester van Hemmen   |
| 1838 - 1848  | Jan den Hartog Jz.                                 |                    |                                                                               |
| 1848 - 1850  | A.J.U. baron van Wassenaer Catwijk                 |                    |                                                                               |
| 1850 - 1854  | D.J.P.N. Gaymans                                   |                    | tevens burgemeester van Loenen en Wolferen (1850-1854) en Valburg (1836-1854) |
| 1854 - 1860  | Willem Jan Elias baron van Lynden, heer van Hemmen |                    |                                                                               |
| 1860 - 1862  | C.F.W. Koch                                        |                    |                                                                               |
| 1862 - 1877  | Frans Godert baron van Lynden, heer van Hemmen     | conservatief       | zoon van W.J.E. baron van Lynden, heer van Hemmen; later lid Eerste Kamer     |
| 1877 - 1899  | R. van Eck                                         |                    |                                                                               |
| 1899 - 1921  | G. den Hartog                                      |                    |                                                                               |
| 1921 - 1931  | H. de Hartog                                       |                    |                                                                               |
| 1931 - 1938  | A.R. den Hartog                                    |                    |                                                                               |
| 1939 - 1946  | J.G. van Eck                                       |                    |                                                                               |
| 1946 - 1955  | G.A.F. baron van Lynden                            |                    | waarnemend, tevens burgemeester van Valburg                                   |